# Felszín alatti vizek megcsapolódása
A felszín alatti vizek hidraulikus megcsapolódása a víz folyadék állapotban történő kifolyása a telített zónából a földfelszínre vagy egy felszíni víztestbe. A megcsapolódásnak elsődleges és másodlagos jellemzői vannak.

## Elsődleges jellemzők
- negatív függőleges hidraulikus gradiens
- alacsony topográfiai helyzet
- környezettől eltérő kémiai összetétel és hőmérséklet.

### Másodlagos jellemzők
A másodlagos jellemzők különböző földtani és morfológiai jelenségek lehetnek, melyek a felszín alatti vizek megcsapolódásának a környezet által befolyásolt megjelenései:
- forrás
- szivárgás
- folyós homok
- szappanlyuk
- gejzír
- pingó
- mocsár
- vízmosás
- sófelhalmozódás

## Forrás
A forrás a víz látható felszínre kerülése egy vagy több, jól definiált természetes nyíláson keresztül. Ahhoz, hogy egy forrás kialakuljon különböző környezeti feltételeknek kell teljesülni, mint például az elkülönülő forrásszájak vagy az elegendő mennyiségű csapadék, mely az áramlási rendszert táplálja. Vízhozamát a geológiai és éghajlati tényezők együttesen befolyásolják. Források feltörésének helyein gyakran ásványlerakódásokat, elszíneződést, valamint jellemzően vízkedvelő növényeket találhatunk. A felszínre kerülést gőzölgés is kísérheti, ha a forrás vizének hőmérséklete magasabb, mint a környezet hőmérséklete.
Az olyan forrást, melynek hőmérséklete meghaladja az adott hely évi középhőmérsékletét hévíznek vagy termának nevezzük. A források különleges összetételéből adódóan egyedi, jellegzetes élőviláguk alakult ki, melyet krenonnak nevezünk. A forrásban előforduló fajokat epikrenon, a források kifolyóiban élőket pedig a hipokrenon tagjainak tekintjük.
Források típusai a felszínre kerülő víz szerint lehetnek résvízforrások, melyek főleg karsztos területen törnek fel, ezért karsztforrásoknak is nevezik őket. (Tettye-forrás, Tapolcafői-forrás), illetve rétegvízforrások, a talajvíztartó rétegtől egy vízzáró réteggel elválasztott, mélyebb helyzetű víztartó vizének felszínre kerülésének helyei.

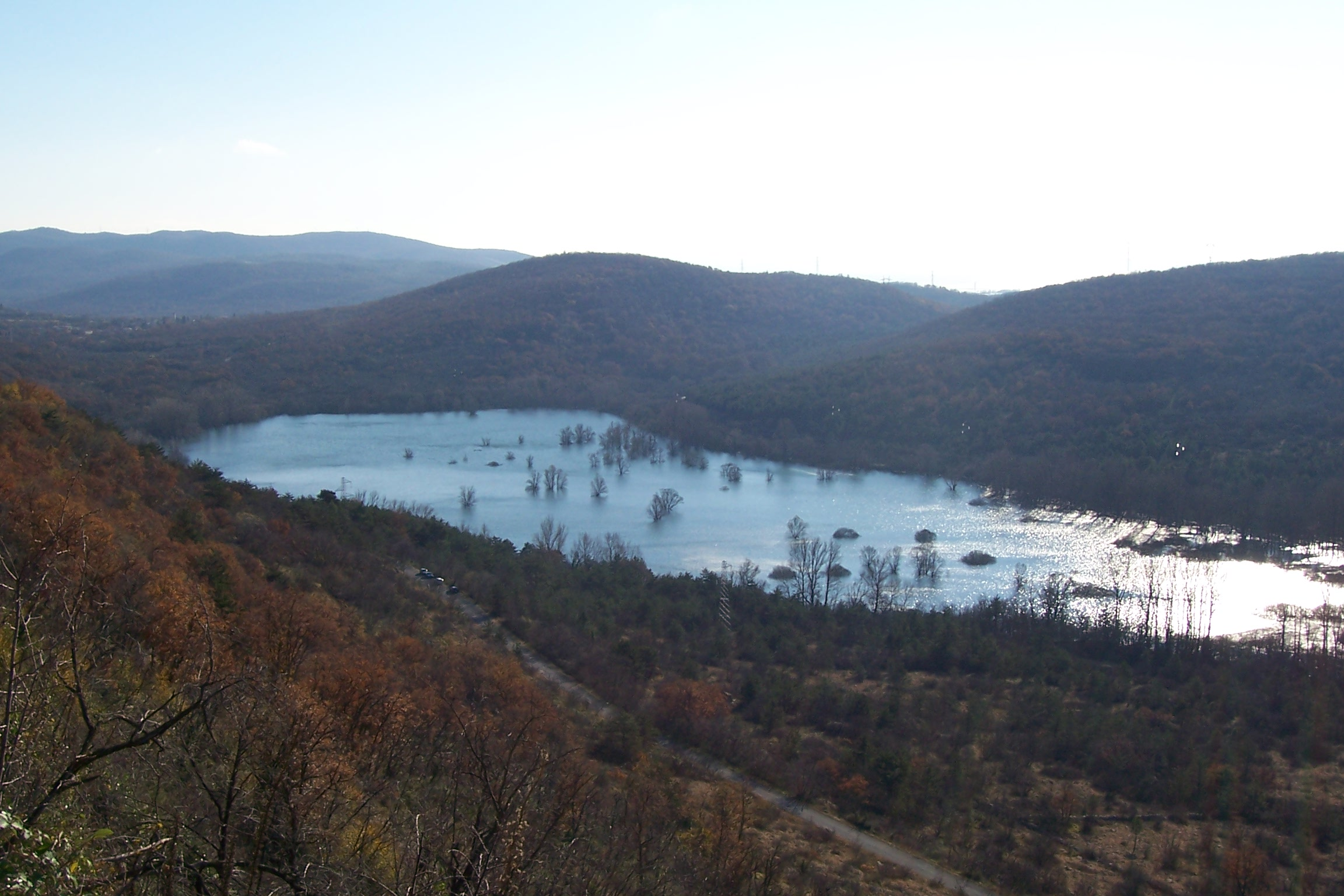
A Doberdói-tó, karszttó Olaszországban – a felszín alatti víz táplálja és felszíni lefolyása sincs

## Gejzír

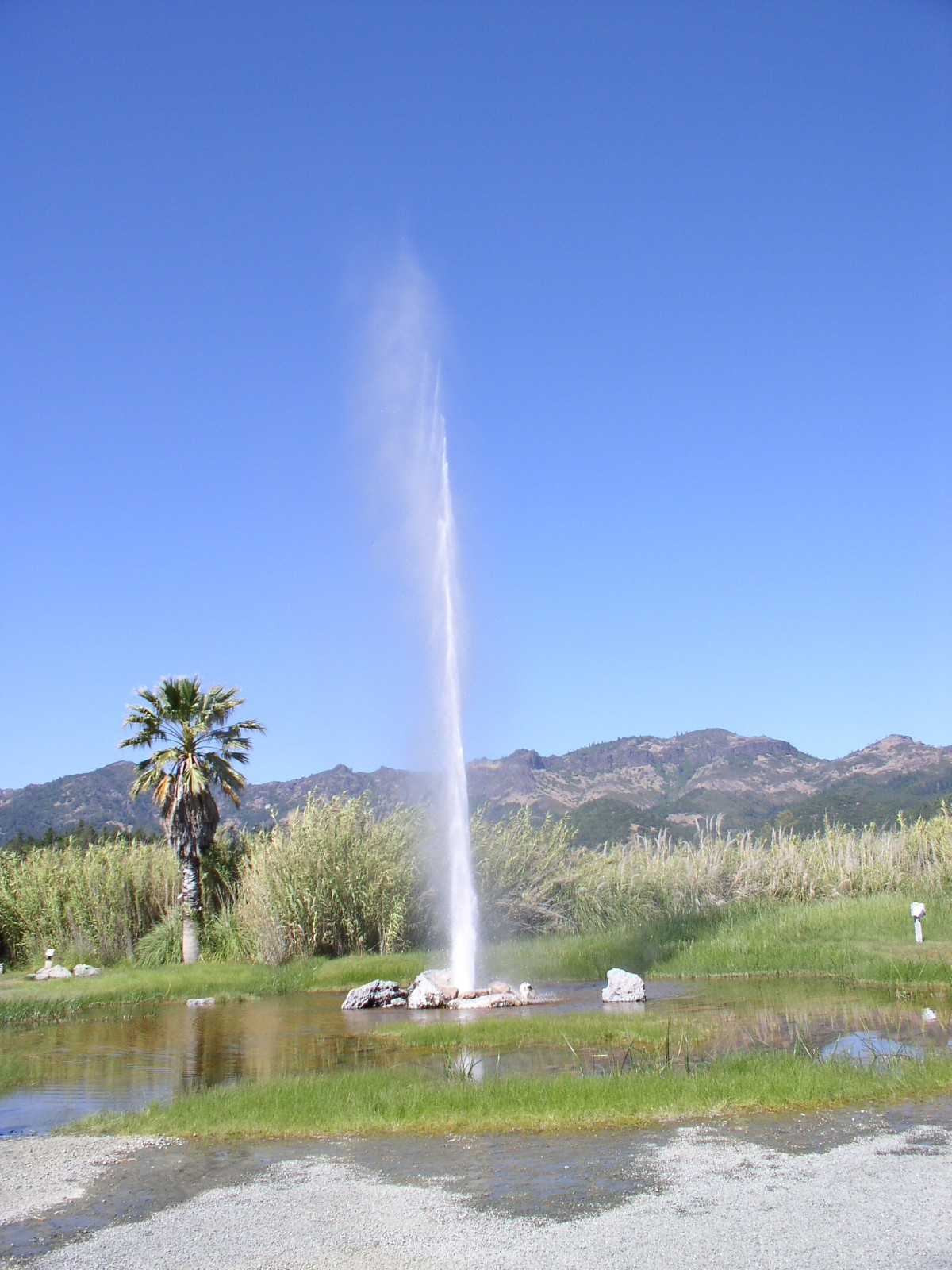
Az Öreg hűséges, a képet készítette Eugene Zelenko.